# 自鏡流
自鏡流（じきょうりゅう）は、天和年間（1681-1683）に多賀権内盛政が興した居合の流派。
多賀は新田宮流の和田平助の高弟で水戸藩士だったが、脱藩して江戸に移り住み自鏡流を開いた。
江戸に師範家の山村家があり、山村家は土浦藩の江戸藩邸用人の家柄だったことから、自鏡流も土浦藩に広まり明治維新まで江戸と土浦で稽古された。
江戸後期には、姫路藩士の高橋八助が江戸で山村司を訪ねて学んだことから、以後、姫路藩にも伝わった。